# Територіальний центр комплектування та соціальної підтримки
Територіальний центр комплектування та соціальної підтримки (ТЦК та СП, або розм. ТЦК) — орган військового управління України, що веде військовий облік та здійснює мобілізацію військовозобов'язаних. 
Починаючи з 2022 року ТЦК та СП повністю замінили собою колишню систему військових комісаріатів.

## Опис
ТЦК утворюються, ліквідуються, реорганізовуються Міністерством оборони України. Безпосереднє керівництво ТЦК і контроль за їх діяльністю здійснюють відповідні оперативні командування, а загальне — Командування Сухопутних військ Збройних сил України, яке узгоджує основні питання діяльності ТЦК з відповідними структурними підрозділами Генерального штабу Збройних Сил та Міноборони.
Територіальні центри комплектування та соціальної підтримки Автономної Республіки Крим, областей, мм. Києва та Севастополя є юридичними особами публічного права, мають самостійний баланс, реєстраційні рахунки в органах Казначейства.
Районні територіальні центри комплектування та соціальної підтримки є відокремленими підрозділами відповідних територіальних центрів комплектування та соціальної підтримки Автономної Республіки Крим, областей, мм. Києва та Севастополя.
З метою забезпечення виконання завдань та визначених функцій районних територіальних центрів комплектування та соціальної підтримки у їх складі утворюються структурні підрозділи (відділи, відділення, групи, служби), які провадять діяльність відповідно до положення про структурний підрозділ районного територіального центру комплектування та соціальної підтримки, що затверджується керівником районного територіального центру комплектування та соціальної підтримки.
Положення про районні територіальні центри комплектування та соціальної підтримки затверджуються керівниками відповідних територіальних центрів комплектування та соціальної підтримки Автономної Республіки Крим, областей, мм. Києва та Севастополя.
Територіальний центр комплектування та соціальної підтримки має печатку із зображенням Державного Герба України і своїм найменуванням.
На ТЦК покладено завдання керувати військовим обов'язком (повинністю) та військовою службою громадян: займатися мобілізаційною підготовкою та мобілізацією; керувати військовим обліком призовників, військовозобов'язаних та резервістів на території відповідної адміністративно-територіальної одиниці; проведення відбору кандидатів для прийняття на військову службу за контрактом; участь у відборі громадян для проходження служби у військовому резерві; підготовка та проведення в особливий період мобілізації людських і транспортних ресурсів; забезпечення організації соціального і правового захисту призваних на збори до Збройних Сил; ветеранів війни та військової служби, пенсіонерів з-поміж військовослужбовців та членів їх сімей; участь у військово-патріотичному вихованні.
Особовий склад ТЦК, а також транспорт і матеріально-технічні засоби зазначених ТЦК утримуються коштом Міністерства оборони України.
Кількість саме ТЦК станом на 2023 рік сягає понад 200 та розподілено між чотирма оперативними командуваннями: «Північ», «Південь», «Захід», «Схід». Втім деякі з них мають відокремлені територіальні підрозділи — так звані «відділи» або «відділення», разом з якими територіально загальна кількість таких формувань наближується до 300 або навіть перевищує.

## Історія
19 липня 2017 року Кабінетом Міністрів України було видано розпорядження щодо погодження з запропонованим Міністерством оборони України пілотним проєктом щодо утворення ТЦК з 1 серпня по 31 грудня 2017 року на базі Чернігівського обласного військового комісаріату (нині — Чернігівський обласний ТЦК та СП). 2 серпня 2017 року стало відомо, що цей пілотний проєкт з 1 серпня 2017 року було запроваджено не лише у Чернігові, а й в Козельці Чернігівської області — долучився ще й Козелецький районний військовий комісаріат (нині — Друге відділення Чернігівського РТЦК та СП). 1 листопада 2017 року представником Генерального штабу Збройних сил України на брифінгу, де були присутні, зокрема, фахівці відділу оборонного співробітництва Посольства США в України, було оприлюднено інформацію про проведення у цих двох військкоматах Чернігівської області експерименту з реформування військових комісаріатів у ТЦК.
12 січня 2018 року було оголошено про плани вже у березні 2018 року наслідувати цей приклад на Волині. 22 березня 2018 року було оприлюднено плани з розширення проєкту на ще 4 області. 25 квітня 2018 року стало відомо про затвердження міністром оборони України плану щодо створення на базі військових комісаріатів ТЦК без жодного територіального обмеження, відтак — на всій території України. Станом на 17 вересня 2018 року такий план передбачав реформувати у ТЦК 111 військових комісаріатів у Чернігівській, Рівенській, Дніпропетровській та Одеській областях до кінця 2018 року та надалі у всіх інших областях України.
28 травня 2020 року у Верховній Раді України було зареєстровано законопроєкт щодо, зокрема, перейменування військкоматів України у ТЦК, але процес його розгляду вкрай затягнувся у часі. 1 листопада 2020 року Міністерство оборони України в односторонньому порядку перейменувала усі військкомати України у територіальні центри, таким чином створивши прецедент їх подальшого функціонування поза правовим полем України, втім фактично назавжди викресливши термін «військовий комісаріат» з назв підпорядкованих йому структур по всій території України. 30 березня 2021 року на базі вищезазначеного законопроєкту Верховною Радою України таки було прийнято відповідний закон, що у квітні 2021 року був підписаний президентом України, відтак — вступив у законну силу. Попри це окрім косметичних змін у назві він не змінював взагалі нічого у функціонуванні колишніх військкоматів, що негативно впливало на імідж усієї реформи, залишаючи такі чинники, як то паперовий облік військовозобов'язаних громадян і призовників на додаток до ведення єдиного державного реєстру військовозобов'язаних, що доти для новоназваних територіальних центрів підтримки та соціального захисту вважалося додатковою опцією у функціонуванні, а не навпаки чи замість.
23 лютого 2022 року ТЦК таки повністю замінили собою колишню систему військових комісаріатів та відмовились від паперового обліку осіб на користь лише ведення електронного обліку на базі «єдиного державного реєстру призовників, військовозобов'язаних та резервістів» вже на законодавчому рівні.

### Російське вторгнення 2022 року
17 серпня 2023 року президент України затвердив рішення Ради національної безпеки та оборони України про звільнення всіх керівників обласних ТЦК у країні у зв'язку з корупційною складовою, що численно мала місце до того.

## Критика та суперечки
Територіальні центри комплектування та соціальної підтримки (ТЦК) зазнали значної критики з боку громадськості та правозахисників за незаконні затримання, «бусифікацію», корупцію та помилки в документації.
Критика лунала від секретаря оборонного комітету Верховної Ради Романа Костенка, який зазначив випадки мобілізації працівників оборонних підприємств та людей з проблемами зору. Він підкреслив, що до армії повинні призиватися здорові та мотивовані люди, а не ті, кого вдалося «піймати».
Уповноважений із прав людини Дмитро Лубінець засудив дії працівників ТЦК, які затримували громадян або вимагали у них документи посеред вулиці. Він наголосив, що працівники військкоматів не мають права на подібні дії проти цивільних.
Критика також часто пов'язана з випадками неправомірних дій та помилками в документації. Адвокат Роман Кичка зазначив, що військкомати багато років неправильно оформлювали документи та некоректно посилались на вимоги закону, що призвело до незаконних штрафів для громадян, які оновили свої дані в застосунку Резерв+ і з'явилися до регіональних центрів для уточнення даних.
Інформаційний простір України заповнений повідомленнями про конфлікти між працівниками ТЦК та громадянами. Наприклад, у Баранівці на Житомирщині люди протестували під ТЦК через смерть Сергія Ковальчука. Ковальчук потрапив до лікарні з травмами після того, як його доставили до ТЦК, і пізніше помер. У ТЦК заявили, що чоловік зловживав алкоголем, що спричинило епілептичний напад.